# Ramazan Abbasov
Ramazan Fazil oğlu Abbasov (ur. 22 września 1983 w Aghawnawank, Armenia) – azerski piłkarz grający na pozycji pomocnika.

## Kariera klubowa
Profesjonalną karierę klubową rozpoczął w klubie Bakı FK, który występował wówczas pod nazwą Dinamo. Nie imponował przywiązaniem do barw klubowych, w dotychczasowej karierze nigdy nie przebywał nieprzerwanie w jednym zespole dłużej niż półtora sezonu. Występował kolejno w MOİK Bakı, Bakı FK, Neftçi PFK, kolejny raz w Bakı FK, Xəzər Lenkoran, FK Gəncə, Rəvan Baku i po raz czwarty w Bakı FK. Zimą 2013 roku powrócił do Rəvan Baku.

## Kariera reprezentacyjna
W reprezentacji Azerbejdżanu zadebiutował 28 lutego 2006 roku w towarzyskim meczu przeciwko Ukrainie. Na boisku przebywał do 62 minuty.
| Mecze i gole w reprezentacji | Mecze i gole w reprezentacji | Mecze i gole w reprezentacji | Mecze i gole w reprezentacji | Mecze i gole w reprezentacji | Mecze i gole w reprezentacji | Mecze i gole w reprezentacji |
| #                            | Data                         | Stadion                      | Rywal                        | Wynik                        | Gol                          | Rozgrywki                    |
| 2006                         | 2006                         |                              |                              |                              |                              |                              |
| ---------------------------- | ---------------------------- | ---------------------------- | ---------------------------- | ---------------------------- | ---------------------------- | ---------------------------- |
| 1.                           | 28.02.2006                   | Baku, Azerbejdżan            | Ukraina                      | 0:0                          | 0                            | towarzyski                   |
| 2.                           | 12.04.2006                   | Baku, Azerbejdżan            | Turcja                       | 0:1                          | 0                            | towarzyski                   |
| 3.                           | 18.05.2006                   | Kiszyniów, Mołdawia          | Mołdawia                     | 0:0                          | 0                            | towarzyski                   |
| 4.                           | 15.08.2006                   | Kijów, Ukraina               | Ukraina                      | 0:6                          | 0                            | towarzyski                   |
| 2007                         |                              |                              |                              |                              |                              |                              |
| 5.                           | 02.06.2007                   | Baku, Azerbejdżan            | Polska                       | 1:3                          | 0                            | El. ME 2008                  |
| 6.                           | 06.06.2007                   | Ałmaty, Kazachstan           | Kazachstan                   | 1:1                          | 0                            | El. ME 2008                  |
| 7.                           | 22.08.2007                   | Duszanbe, Tadżykistan        | Tadżykistan                  | 3:2                          | 0                            | towarzyski                   |
| 8.                           | 12.09.2007                   | Baku, Azerbejdżan            | Gruzja                       | 1:1                          | 0                            | towarzyski                   |
| 9.                           | 17.10.2007                   | Baku, Azerbejdżan            | Serbia                       | 1:6                          | 0                            | El. ME 2008                  |

## Sukcesy
Bakı FK
- Mistrzostwo Azerbejdżanu: 2009
- Puchar Azerbejdżanu: 2005